# Eber Wilson Solís
Eber Wilson Solís (Laguna Blanca, Formosa, 21 de abril de 1984) es un abogado y político argentino que pertenece al Partido Justicialista. Desde el 10 de diciembre de 2019 es el Vicegobernador de la provincia de Formosa. 
Previamente, se desempeñó como Director de la empresa EDEFOR  durante la intervención Estatal, en el año 2010. Fue asesor en el Ministerio de Planificación, Inversión, Obras y Servicios Públicos, y Subsecretario de Planificación de la Inversión Pública, de la Provincia de Formosa. 
Además, fue diputado Provincial y presidente de la Comisión de Jóvenes Abogados de la Provincia de Formosa. Actualmente, se desempeña como Vicegobernador de la Provincia de Formosa. 
También fue secretario de la mesa Ejecutiva del PJ en dos periodos consecutivos.

## Reseña biográfica
Nació en la ciudad de Laguna Blanca el 21 de abril de 1984, es hijo de Silvestre Solis e hijo de  Rosa Elisa Shalamuck. Esta oriunda de Entre Ríos, quien se desempeñó como docente. Completo sus estudios primarios y secundarios en la localidad de Laguna Blanca, su educación primaria fue en la Escuela de Frontera N° 6 “José Hernández” y la secundaria en la Escuela Provincial de Nivel Medio N° 22 “Malvinas Argentinas”. Además, es profesor de folklore.
En el año 2002 ingresó a la Universidad Nacional del Nordeste, egresó en el año 2007 de la Facultad de Derecho y Ciencias Sociales y Políticas con el Título de Abogado. Luego, en el año 2008 realizó una Especialización en Derecho Financiero y Tributario, en la Universidad de Belgrano. Actualmente, lleva 15 años residiendo en la ciudad de Formosa.

## Vicegobernador de la provincia de Formosa
En mayo de 2019 anunció su precandidatura a la Vicegobernación de la provincia de Formosa, conformando la fórmula junto a Gildo Insfrán como Gobernador. La fórmula se impuso en las elecciones primarías.
El 16 de junio de 2019, la formula resultó ganadora en las elecciones generales, con el 70,64% de los votos, contra el 28,90% de los votos para Adrián Bogado (Nuevo País), y asumió al cargo el 10 de diciembre de 2019.